# Список международных спортивных федераций
Список международных спортивных федераций включает неправительственные руководящие органы для данного вида спорта и управляют этим видом спорта на мировом уровне, чаще всего разрабатывая правила, продвигая спорт среди потенциальных зрителей и болельщиков, создавая условия для развития спортсменов, а также проводя чемпионаты мира и другие соревнование. Некоторые международные спортивные федерации, такие как Международная федерация плавания (ФИНА) и Международный союз конькобежцев, могут контролировать несколько видов спорта: ФИНА, например, регулирует плавание, дайвинг, синхронное плавание и водное поло как отдельные дисциплины в рамках единого вида — водные виды спорта.
Международные спортивные федерации являются неотъемлемой частью олимпийского и паралимпийского движений. Каждый олимпийский вид спорта представлен соответствующей международной спортивной федерацией, которая, в свою очередь, помогает управлять своими соревнованиями во время Игр. Чтобы вид спорт стал олимпийским, соответствующая международная спортивная федерация должна быть признана Международным олимпийским комитетом (МОК).
Аналогичным образом, международная спортивная федерация должна быть признана Международным паралимпийским комитетом (МПК), чтобы её вид спорт стал паралимпийским видом, хотя в последнем случае несколько паралимпийских видов спорта регулируются специальным комитетом самого МПК под брендом World Para, например, лёгкая атлетика для спортсменов-инвалидов регулируется самим МПК под названием World Para Athletics. Другие паралимпийские виды спорта могут регулироваться обычными международными спортивными федерациями: например, Международный союз велосипедистов регулирует в том числе и паравелоспорт.

## Федерации, признанные МОК

### Ассоциация летних Олимпийских международных федераций
Ниже приведён список членов Ассоциации летних Олимпийских международных федераций (АЛОМФ):
| Федерация                                               | Год создания | Вид спорта | Олимпийский дебют               |
| ------------------------------------------------------- | ------------ | --- | ------------------------------- |
| Международная федерация плавания (ФИНА)                 | 1908         | Водные виды спорта[англ.] включая, плавание, водное поло, прыжки в воду, синхронное плавание                                                        | 1896 1900 1904 1984             |
| Всемирная федерация стрельбы из лука (МФСЛ)             | 1931         | Стрельба из лука | 1900/1972                       |
| Международная атлетика (ИААФ)                           | 1912         | Лёгкая атлетика | 1896                            |
| Всемирная федерация бадминтона (ВФБ)                    | 1934         | Бадминтон | 1992                            |
| Международная федерация баскетбола (ФИБА)               | 1932         | Баскетбол | 1936                            |
| Международная федерация каноэ (ИКФ)                     | 1946         | Гребля на байдарках и каноэ, гребной слалом | 1936 1992                       |
| Международный союз велосипедистов (МСВ)                 | 1900         | Велоспорт | 1896                            |
| Международная федерация конного спорта (МФКС)           | 1921         | Конный спорт | 1900                            |
| Международная федерация фехтования (МФФ)                | 1913         | Фехтование | 1896                            |
| Международная федерация футбольных ассоциаций (ФИФА)    | 1904         | Футбол | 1900                            |
| Международная федерация гольфа[англ.] (МФГ)             | 1958         | Гольф | 1900                            |
| Международная федерация гимнастики (ФИЖ)                | 1881         | Спортивная и художественная гимнастика, прыжки на батуте                                                                                            | 1896 1984 2000                  |
| Международная федерация гандбола (ИГФ)                  | 1946         | Гандбол | 1936                            |
| Международная федерация хоккея на траве (ФИХ)           | 1924         | Хоккей на траве | 1908                            |
| Международная федерация дзюдо (МФД)                     | 1951         | Дзюдо | 1964                            |
| Международный союз современного пятиборья (МССП)        | 1948         | Современное пятиборье | 1912                            |
| Международная федерация гребного спорта (ФИСА)          | 1892         | Академическая гребля | 1900                            |
| Международный совет регби (МСР)                         | 1886         | Регби-7 | 2016                            |
| Международная федерация парусного спорта (ИСАФ)         | 1907         | Парусный спорт | 1900                            |
| Международная федерация спортивной стрельбы (МФСС)      | 1907         | Стрелковый спорт | 1896                            |
| Международная федерация настольного тенниса (ИТТФ)      | 1926         | Настольный теннис | 1988                            |
| Всемирная федерация тхэквондо (ВТФ)                     | 1973         | Тхэквондо | 2000                            |
| Международная федерация тенниса (ИТФ)                   | 1913         | Теннис | 1896                            |
| Международный союз триатлона (ИТУ)                      | 1989         | Триатлон | 2000                            |
| Международная федерация волейбола (ФИВБ)                | 1947         | Волейбол и пляжный волейбол | 1964 2008                       |
| Международная федерация тяжёлой атлетики (ИВФ)          | 1905         | Тяжёлая атлетика | 1896                            |
| Объединённый мир борьбы (ОМБ)                           | 1912         | Борьба греко-римская и вольная | 1896 1904                       |
| Международная федерация спортивного скалолазания (МФСС) | 2007         | Скалолазание |                                 |
| Международная ассоциация сёрфинга[англ.] (МАС)          | 1964         | Сёрфинг и бодибординг[англ.] |                                 |
| Всемирная конфедерация бейсбола и софтбола (ВКБС)       | 2013         | Бейсбол и софтбол | 1992—2008, 2020 1996—2008, 2020 |
| Всемирная федерация танцевального спорта[англ.] (ВФТС)  | 1957         | Танцевальный спорт |                                 |
| Всемирная федерация карате[англ.] (ВФК)                 | 1970         | Каратэ |                                 |
| Всемирная федерация роллер-спорта[англ.] (ВФРС)         | 1924         | Роллер-спорт (включая инлайн-хоккей[англ.], гонки на роликах, хоккей на квадах, роллер-дерби, скейтбординг и фигурное катание на роликовых коньках) | 1992[англ.]                     |

### Ассоциация зимних Олимпийских международных федераций
Ниже приведён список членов Ассоциации зимних Олимпийских международных федераций (АЗОМФ):
| Федерация                                          | Вид спорта | Год создания | Олимпийский дебют   |
| -------------------------------------------------- | --- | ------------ | ------------------- |
| Международный союз биатлонистов (МСБ)              | Биатлон | 1993         | 1924/1960           |
| Международная федерация бобслея и скелетона (МФБС) | Бобслей и скелетон | 1923         | 1924 1928/1960      |
| Всемирная федерация кёрлинга (ВФК)                 | Кёрлинг | 1966         | 1924/1998           |
| Международная федерация хоккея с шайбой (ИИХФ)     | Хоккей с шайбой | 1908         | 1920                |
| Международный союз конькобежцев (ИСУ)              | Катание на коньках (включая фигурное катание, конькобежный спорт и шорт-трек)                                          | 1892         | 1908 1924 1992      |
| Международная федерация санного спорта (ФИЛ)       | Санный спорт | 1957         | 1964                |
| Международная федерация лыжного спорта (ФИС)       | Лыжный спорт (включая лыжные гонки, лыжное двоеборье,прыжки на лыжах с трамплина, горные лыжи, фристайл и сноубординг) | 1924         | 1924 1936 1992 1998 |

### Ассоциация международных спортивных федераций, признанных МОК
Ниже приведён список международных спортивных федераций, признанных МОК, но виды спорта которых не являются олимпийскими. Все они состоят в Ассоциации международных спортивных федераций, признанных МОК.
| Федерация                                                | Вид спорта                                                                                    | Год  | Олимпийский вид              |
| -------------------------------------------------------- | --------------------------------------------------------------------------------------------- | ---- | ---------------------------- |
| Международная авиационная федерация (ФАИ)                | Авиаспорт (включая пилотаж, авиагонки, аэронавтика, планеризм, дельтапланеризм и скайдайвинг) | 1905 | 1936                         |
| Международная федерация американского футбола (ИФАФ)     | Американский футбол                                                                           | 1998 | 1904 и 1932                  |
| Международная автомобильная федерация (ФИА)              | Автоспорт                                                                                     | 1904 |                              |
| Международная федерация хоккея с мячом (ИБФ)             | Хоккей с мячом                                                                                | 1955 | 1952                         |
| Международная федерация баскской пелоты (МФБП)           | Баскская пелота                                                                               | 1929 | 1900                         |
| Всемирная конфедерация бильярдного спорта (ВКБС)         | Бильярд (включая карамболь, пул и снукер)                                                     | 1992 |                              |
| Всемирная конфедерация спортивных игр в шары (ВКСБ)      | Спорт-буль (включая бочче, лионские шары и петанк)                                            | 1985 |                              |
| Международная федерация боулинга (МФБ)                   | Боулинг (включая кегли)                                                                       | 1952 | 1988                         |
| Всемирная федерация бриджа (ВФБ)                         | Спортивный бридж                                                                              | 1958 |                              |
| Международный союз чирлидинга (МСЧ)                      | Чир-спорт                                                                                     | 2004 |                              |
| Международная шахматная федерация (ФИДЕ)                 | Шахматы                                                                                       | 1924 |                              |
| Международный союз альпинистских ассоциаций (МСАА)       | Альпинизм                                                                                     | 1932 |                              |
| Международный совет крикета (МСК)                        | Крикет                                                                                        | 1909 | 1900                         |
| Международная федерация флорбола (МФФ)                   | Флорбол                                                                                       | 1986 |                              |
| Международная федерация флаинг диска (МФФД)              | Флаинг-диск                                                                                   | 1985 |                              |
| Международная федерация айсштока (МФА)                   | Айсшток                                                                                       | 1950 | 1936 и 1964                  |
| Всемирная ассоциация организаций кикбоксинга (ВАКО)      | Кикбоксинг                                                                                    | 1976 |                              |
| КФ (ИКФ)                                                 | Корфбол                                                                                       | 1933 | 1920 и 1928                  |
| Федерация международного лякросса (ФМК)                  | Лякросс                                                                                       | 2008 | 1904—1908                    |
| Международная федерация спасения жизни (МФСЖ)            | Спасение жизни                                                                                | 1993 |                              |
| Международная мотоциклетная федерация (ФИМ)              | Мотоспорт                                                                                     | 1904 |                              |
| Международная федерация любительского муай-тая (МФЛМ)    | Муай-тай                                                                                      | 1993 |                              |
| Международная федерация нетбола (МФН)                    | Нетбол                                                                                        | 1960 |                              |
| Международная федерация спортивного ориентирования (ИОФ) | Спортивное ориентирование                                                                     | 1961 |                              |
| Федерация международного поло (ФИП)                      | Поло                                                                                          | 1982 | 1900, 1908, 1920—1924 и 1936 |
| Международный союз водно-моторного спорта (МСВМС)        | Водно-моторный спорт                                                                          | 1927 | 1908                         |
| Международная федерация ракетбола (МФР)                  | Ракетбол                                                                                      | 1979 |                              |
| Международная федерация самбо (ФИАС)                     | Самбо                                                                                         | 1984 |                              |
| Международная федерация ски-альпинизма (МФСА)            | Ски-альпинизм                                                                                 | 2008 |                              |
| Всемирная федерация сквоша (ВФС)                         | Сквош                                                                                         | 1967 |                              |
| Международная федерация сумо (МФС)                       | Сумо                                                                                          | 1992 |                              |
| Международная федерация перетягивания каната (МФПК)      | Перетягивание каната                                                                          | 1960 | 1900—1920                    |
| Всемирная конфедерация подводной деятельности (ВКПД)     | Подводный спорт                                                                               | 1959 |                              |
| Международная федерация университетского спорта (МФУС)   | Университетский спорт                                                                         | 1948 |                              |
| Международная федерация водных лыж и вейкборда (МФВЛВ)   | воднолыжный спорт и вейкборд                                                                  | 1946 | 1972                         |
| Международная федерация ушу (МФУ)                        | Ушу                                                                                           | 1991 |                              |

## Федерации, признанные МПК
Международный паралимпийский комитет (МПК) признаёт 4 международные организации спорта для инвалидов (независимые организации, признанные МПК единственными представителями спортсменов определённой группы инвалидности), 15 международных спортивных федераций как единственных представителей определённого паралимпийского вида спорта и 14 международных спортивных федераций, которые вносят свой вклад в развитие Паралимпийского движения, но виды спорта которых не входят программу Паралимпийских игр, при этом сам МПК выступает в качестве международной федерации по 10 паралимпийским видам спорта.
30 ноября 2016 года МПК принял бренд World Para для всех 10 видов спорта, которыми он непосредственно управляет.
| Федерация                                                           | Год        | Вид спорта                       | Статус    |
| ------------------------------------------------------------------- | ---------- | -------------------------------- | --------- |
| Всемирная федерация стрельбы из лука (МФСЛ)                         | 1931       | Стрельба из лука                 | 1960      |
| Всемирная федерация бочче (ВФБ)                                     | 2012       | Бочче                            | 1984      |
| Всемирная федерация бадминтона (ВФБ)                                | 1934       | Бадминтон                        | 2020      |
| Международная федерация конного спорта (МФКС)                       | 1921       | Конный спорт                     | 1996      |
| Международная федерация каноэ                                       | 1946 (ИКФ) | Гребля на каноэ                  | 2016      |
| Международный союз велосипедистов (МСВ)                             | 1900       | Шоссейный и трековый велоспорт   | 1984/1988 |
| Международная федерация гребного спорта (ФИСА)                      | 1892       | Академическая гребля             | 2008      |
| World ParaVolley (WPV)                                              | 2016       | Волейбол сидя                    | 1976      |
| Международная федерация настольного тенниса (ИТТФ)                  | 1926       | Настольный теннис                | 1960      |
| Всемирная федерация тхэквондо (ВТФ)                                 | 1973       | Паратхэквондо                    | 2020      |
| Международный союз триатлона (ИТУ)                                  | 1989       | Триатлон                         | 2016      |
| Международная федерация баскетбола на колясках (IWBF)               | 1989       | Баскетбол на колясках            | 1960      |
| Всемирная федерация кёрлинга (ВФК)                                  | 1966       | Кёрлинг на колясках              | 2006      |
| Международная федерация регби на колясках (IWRF)                    | 1981       | Регби на колясках                | 2000      |
| Международная спортивная федерация колясочников и ампутантов (IWAS) | 1952       | Фехтование в инвалидных колясках | 1960      |

### Международные организации спорта для инвалидов
| Федерация                                                                         | Год         | Вид спорта                                           | Статус         |
| --------------------------------------------------------------------------------- | ----------- | ---------------------------------------------------- | -------------- |
| Международная ассоциация спорта и рекреации лиц с церебральным параличом (CPISRA) | 1969        | Виды спорта для спортсменов с церебральным параличом |                |
| Международная федерация спорта слепых (IBSA)                                      | 1981        | Голбол, дзюдо и футбол 5х5                           | 2004/1980/1988 |
| Международная спортивная федерация колясочников и ампутантов                      | 1952 (IWAS) | Фехтование на колясках                               | 1960           |
| Международная спортивная федерация для лиц с нарушениями интеллекта (INAS)        | 1986        | Для спортсменов с умственной отсталостью             |                |

### Федерации, признанные МПК, вне Игр
| Федерация                                                            | Год  | Вид спорта                 | Статус          |
| -------------------------------------------------------------------- | ---- | -------------------------- | --------------- |
| Всемирная федерация армрестлинга (WAF)                               | 1977 | Армрестлинг                |                 |
| Международная федерация бобслея и скелетона (МФБС)                   | 1923 | Парабобслей и параскелетон |                 |
| Международная федерация боулинга (МФБ)                               | 1952 | Лоун-боулз                 | 1968–1988, 1996 |
| Международная федерация спортивного скалолазания (МФКС)              | 2007 | Спортивное скалолазание    |                 |
| Международная федерация футбола лиц с церебральным параличом (IFCPF) | 2015 | Футбол 7х7                 | 1984–2016       |
| Международная федерация флаинг диска (МФФД)                          | 1985 | Флаинг-диск                |                 |
| Международная федерация гольфа (МФГ)                                 | 1958 | Гольф                      |                 |
| Международная федерация гандбола (ИГФ)                               | 1946 | Гандбол                    |                 |
| Международная федерация хоккея на траве (ФИХ)                        | 1924 | Хоккей на траве            |                 |
| Всемирная федерация карате (ВФК)                                     | 1970 | Каратэ                     | 2016            |
| Международный союз современного пятиборья (МССП)                     | 1948 | Современное пятиборье      | 1960            |
| Международная федерация футбола на колясках (FIPFA)                  | 1966 | Футбол на колясках         |                 |
| Международная федерация парусного спорта (ИСАФ)                      | 1907 | Парусный спорт             | 2000—2016       |
| Международная ассоциация сёрфинга (МАС)                              | 1964 | Сёрфинг                    |                 |

## Всемирное объединение международных спортивных федераций

### Альянс независимых признанных участников спорта
Федерации, виды спорта которых либо включены в программу Олимпийские игры (АЛОМФ, АЗОМФ), либо признаны МОК (ARISF), также являются членами Всемирного объединения международных спортивных федераций (ГАИСФ), ранее известной как «Международный конвент „Спорт-Аккорд“». Другие члены ГАИСФ (не признанные МОК) составляют Альянс независимых признанных участников спорта (англ. Alliance of Independent Recognized Members of Sport, AIMS).
| Федерация                                                        | Год      | Вид спорта                 |
| ---------------------------------------------------------------- | -------- | -------------------------- |
| Международная федерация айкидо[англ.] (ИАФ)                      | 1976     | Айкидо                     |
| Всемирная федерация армрестлинга[англ.] (ВАФ)                    | 1977     | Армрестлинг                |
| Международная федерация бодибилдинга и фитнеса[англ.] (МФБФ)     | 1946     | Бодибилдинг и фитнесс      |
| Международная федерация спортивного кастинга[англ.] (МФСК)       | 1955     | Кастинг                    |
| Всемирная федерация дартса (ВДФ)                                 | 1974     | Дартс                      |
| Международная федерация драгонбота[англ.] (МФД)                  | 1991     | Гонки на драконьих лодках  |
| Всемирная федерация шашек (ФМЖД)                                 | 1947     | Шашки                      |
| Международная ассоциация фистбола[англ.] (ИФА)                   | 1960     | Фистбол                    |
| Международная федерация го (МФГ)                                 | 1982     | Го                         |
| Международная федерация джиу-джитсу[англ.] (МФДД)                | 1977     | Джиу-джитсу                |
| Международная федерация кэндо (ФИК)                              | 1970     | Кэндо                      |
| Всемирная федерация спортивного мини-гольфа[англ.] (ВМФ)         | 1983[12] | Мини-гольф                 |
| Международная федерация пауэрлифтинга (ИПФ)                      | 1971     | Пауэрлифтинг               |
| Международная федерация савата[англ.] (ФИСав)                    | 1985     | Сават                      |
| Международная федерация сепактакрау[англ.] (ИСТАФ)               | 1988     | Сепактакрау                |
| Международная федерация ездового спорта[англ.] (МФЕС)            | 1992     | Гонки на собачьих упряжках |
| Международная федерация мягкого тенниса[англ.] (МФМТ)            | 1999     | Мягкий теннис[англ.]       |
| Международная конфедерация спортивного рыболовства[англ.] (МКСР) | 1952     | Спортивное рыболовство     |

### Члены-наблюдателиГАИСФ
Ниже представлен список 11 организаций, являющихся членами-наблюдателями ГАИСФ:
| Федерация                                                 | Год      | Вид спорта            |
| --------------------------------------------------------- | -------- | --------------------- |
| Всемирная ассоциация доджбола (ВДА)                       | 2013[14] | Доджбол               |
| Международная федерация футгольфа (МФГ)                   | 2012[15] | Футгольф              |
| Международный союз джамп-роупинга (МСДР)                  | 1973[16] | Джамп-роуп            |
| Международный союз гиревого спорта[англ.] (МСГС)          | 2007     | Гиревой спорт         |
| Международная федерация покера (МФП)                      | 2009     | Спортивный покер      |
| Международная федерация спорта на пилоне[англ.] (МФСП)    | 2009     | Спорт на пилоне       |
| Международная конфедерация практической стрельбы (МКПС)   | 1976     | Практическая стрельба |
| Международная федерация рафтинга[англ.] (МФР)             | 1997     | Рафтинг               |
| Международная федерация настольного футбола[англ.] (МФНФ) | 2002     | Настольный футбол     |
| Международная федерация регбилиг (МФРЛ)                   | 1998     | Регбилиг              |
| Международная федерация падела[англ.] (МФП)               | 1991     | Падел                 |

### Ассоциированные члены
Помимо полноправных членов (состоящих из ASOIF, AIOWF, ARISF и AIMS), в ГАИСФ есть ассоциированные члены.
| Организация                                                                   | Год  | Вид деятельности                                                                                         |
| ----------------------------------------------------------------------------- | ---- | --- |
| Европейский вещательный союз (EBU)                                            | 1950 | Объединяет национальные вещательные организации Европы                                                   |
| Федерация игр Содружества[англ.] (CGF)                                        | 1932 | Игры Содружества и Молодёжные игры Содружества[англ.]                                                    |
| Международная ассоциация ветеранов спорта[англ.] (IMGA)                       | 1985 | Всемирные игры ветеранов спорта                                                                          |
| Международный комитет Средиземноморских игр[англ.] (ICMG or CIJM)             | 1948 | Средиземноморские игры                                                                                   |
| Международный совет военного спорта (CISM)                                    | 1948 | Всемирные военные игры                                                                                   |
| Международная ассоциация интеллектуального спорта (МАИС)                      | 2005 | Всемирные интеллектуальные игры (Интеллиада)                                                             |
| Всемирная ассоциация олимпийцев (ВАО)                                         | 1995 | Объединяет спортсменов-участников олимпийских игр (олимпийцев) со всего мира                             |
| Панатлон интернейшнл[англ.] (PI)                                              | 1960 | Продвижение спортивной этики и честной игры, противодействие дискриминации и политизации[англ.] в спорте |
| Международный паралимпийский комитет (МПК)                                    | 1989 | Паралимпийский игры, управление некоторыми паралимпийскими видами спорта                                 |
| Ассоциация паралимпийских спортивных организаций (APSO)                       | 2017 | Объединяет международные федерации паралимпийских видов спорта                                           |
| Международная федерация школьного спорта[англ.] (ISF)                         | 1972 | Гимназиада[англ.], управление школьным спортом                                                           |
| Специальная Олимпиада (SOI)                                                   | 1968 | Всемирная Специальная Олимпиада                                                                          |
| Международная ассоциация спортивных и развлекательных заведений[англ.] (IAKS) | 1965 | Строительство спортивных сооружений и развлекательных центров                                            |
| Международная федерация спортивной хиропрактики[англ.] (FICS)                 | 1987 | Спортивная[англ.] хиропрактика                                                                           |
| Международный комитет спорта глухих[англ.] (CISS)                             | 1924 | Сурдлимпийские игры                                                                                      |
| Международная федерация спортивной медицины (FIMS)                            | 1928 | Спортивная медицина                                                                                      |
| Международная ассоциация спортивной прессы (АИПС)                             | 1924 | Объединяет спортивных журналистов со всего мира                                                          |
| Международная конфедерация рабочего и любительского спорта[англ.] (CSIT)      | 1913 | Всемирные спортивные игры CSIT                                                                           |
| Международная ассоциация Всемирных игр[англ.] (IWGA)                          | 1980 | Всемирные игры                                                                                           |
| Всемирный союз олимпийских городов (WUOC)                                     | 2002 | Объединяет бывшие и будущие городами-организаторы Олимпийских игр[18]                                    |
| Всемирная федерация индустрии спортивных товаров (WFSGI)                      | 1978 | Представление интересов производителей спортивных товаров[19]                                            |

## Другие международные спортивные федерации
Ниже перечислены все остальные международные спортивные федерации.
| Федерация                                                          | Год      | Вид спорта                 |      |
| ------------------------------------------------------------------ | -------- | -------------------------- | ---- |
| Международная ассоциация бодибординга[англ.] (ИБА)                 | 2003[20] | Бодибординг[англ.]         |      |
| Международная ассоциация бокса (АИБА)                              | 1946     | Бокс (любительский)        | 1904 |
| Профессиональная ассоциация боулза[англ.] (ПАБ)                    | 1992     | Боулз                      |      |
| Международная федерация бразильского джиу-джитсу (МФБДД)           | 2002     | Бразильское джиу-джитсу    |      |
| Международная федерация брумбольных ассоциаций[англ.] (МФБА)       | 1998     | Брумбол                    |      |
| Всемирная федерация крокета[англ.] (ВФК)                           | 1986     | Крокет                     |      |
| Гэльская атлетическая ассоциация (ГАА)                             | 1884     | Гэльские игры              |      |
| Международная федерация кабадди[англ.] (МФК)                       | 2004     | Кабадди                    |      |
| Международная федерация смешанных боевых искусств (ИММАФ)          | 2012     | Смешанные боевые искусства |      |
| Всемирная ассоциация горного бега[англ.] (ВМРА)                    | 1984     | Горный бег                 |      |
| Международная ассоциация квиддича (ИКА)                            | 2010     | Квиддич                    |      |
| Международная федерация гонок автомоделей[англ.] (ИФМАР)           | 1979     | Гонки автомоделей)         |      |
| Международная федерация рогейна (МФР)                              | 1989     | Рогейн                     |      |
| Всемирная федерация снегоступов[англ.] (ВФС)                       | 2010     | Бег на снегоступах[англ.]  |      |
| Международная федерация скайраннинга[англ.] (МФС)                  | 2008     | Скайраннинг                |      |
| Всемирная ассоциация спортивного стекинга[англ.] (ВАСС)            | 2001     | Капстекинг                 |      |
| Международная федерация тентпеггинга[англ.] (МФТП)                 | 2013     | Тентпеггинг                |      |
| Федерация международного тач-регби[англ.] (ФИТ)                    | 1985     | Тач-регби                  |      |
| Международная ассоциация трейлраннинга[англ.] (ИТРА)               | 2013     | Трейлраннинг               |      |
| Международная ассоциация сверхмарафона (ИАЮ)                       | 1984     | Сверхмарафон               |      |
| Международное общество океанской гребли[англ.] (ОРСИ)              | 1983     | Океанская гребля           |      |
| Международная федерация кэмпо[англ.] (ИКФ)                         | 2002     | Кэмпо                      |      |
| Международная федерация текбола[англ.] (ФИТЕК)                     | 2017     | Текбол                     |      |
| Всемирная организация наземного яхтинга[англ.] (ФИСЛИ)             | 2014     | Наземный яхтинг            |      |
| Международная федерация спортивного туризма (МФСТ)                 | 2011[21] | Спортивный туризм          |      |
| Всемирная ассоциация англоязычных игроков в скрэббл[англ.] (WESPA) | 2003     | Скрэббл                    |      |